# 상주사
상주사(上柱寺)는 전라북도 군산시 서수면 축동리 544번지에 있는 절이다.
상주사는 606년 백제 무왕때 창건된 사찰로서, 고려 공민왕 11년(1362)에 나옹대사가 중창을 하고, 조선 인조 19년(1641)에 취계대사가, 영조 38년(1762년) 학봉선사가 4차 중수했다.

## 소장 문화재
- 상주사 대웅전(上柱寺大雄殿) - 전라북도 유형문화재 제37호
- 군산 상주사 목조삼세불좌상 - 전라북도 유형문화재 제221호